# Fauske
Fauskeⓘ (lulesamisch: Fuosko) ist eine Kommune im norwegischen Fylke Nordland. Die Kommune hat 9805 Einwohner (Stand: 1. Januar 2025). Verwaltungssitz ist die gleichnamige Stadt Fauske.

## Geografie

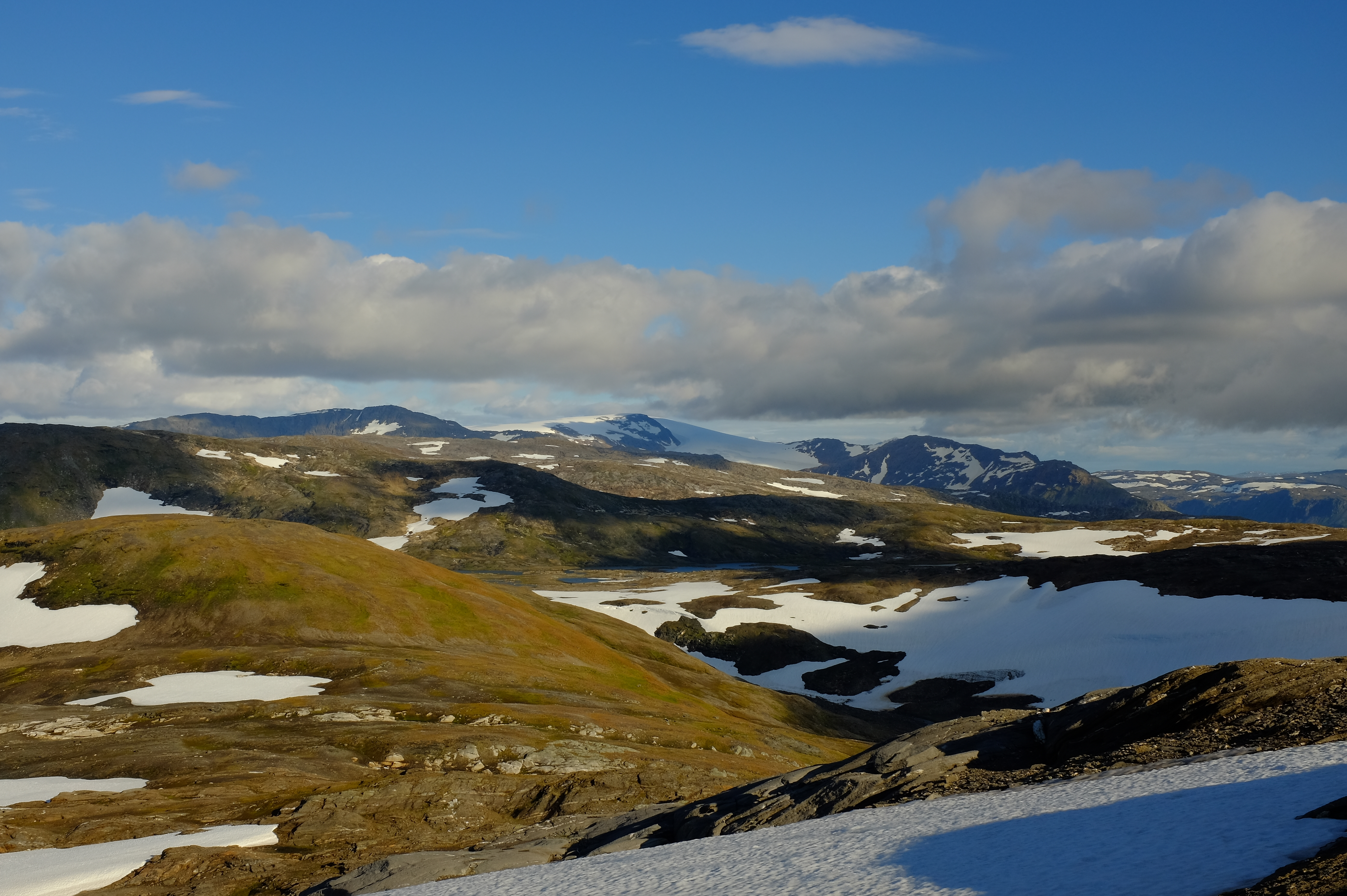
Blåmannen und Blåmannsisen

Die Gemeinde liegt am nördlichen inneren Bereich des Skjerstadfjords und grenzt an Sørfold im Norden, Saltdal im Süden sowie Bodø im Südwesten und Westen. Im Osten grenzt Fauske an Schweden. Die Stadt Fauske liegt am Nordufer des Skjerstadfjords, der sich von Westen in das norwegische Hauptland einschert. Im Osten von Fauske liegt der See Øvervatnet. Weitere Seen sind unter anderem das Valnesfjordvatn nördlich der Ortschaft Straumsnes (auch: Strømsnes) und das Lomivatn (lulesamisch: Loamejávrre) nahe der Grenze zu Schweden. Im Westen der Gemeinde finden sich vereinzelt Moorflächen wieder.
Während das Gebiet an der Küste flach und niederer gelegen ist, liegen im Osten der Kommune in Richtung Schweden höhere Berge. Etwa ein Viertel des Gemeindeareals liegt auf einer Höhe von mindestens 1000 moh. Der Berg Suliskongen stellt mit einer Höhe von 1908 moh. den höchsten Punkt der Kommune Fauske dar. Der Berg liegt an der norwegisch-schwedischen Grenze. Im Westen, an der Grenze zu Bodø und Sørfold liegt der Sjunkhatten-Nationalpark, im Südosten an der Grenze zu Saltdal befindet sich ein Teil des Junkerdal-Nationalparks. Nahe der Grenze zu Schweden gibt es zudem weitere Gletscher, der Gletscher Blåmannsisen ist dabei der größte.

## Einwohner
Der Großteil der Einwohner lebt in der Stadt Fauske und Umgebung. Nach dem Ende des Zweiten Weltkriegs begann die Bevölkerungszahl anzusteigen, später ging sie wieder leicht zurück. In der Gemeinde liegen mehrere sogenannte Tettsteder, also mehrere Ansiedlungen, die für statistische Zwecke als eine städtische Siedlung gewertet werden. Diese sind Sulitjelma mit 489, Fauske mit 6439 und Strømsnes mit 466 Einwohnern (Stand: 1. Januar 2024). Fauske erhielt nach einem Beschluss des Kommunalparlaments zum 1. Januar 1998 den Titel Stadt. Als Grund für den Beschluss galt die Hoffnung, dass sich durch den Stadtstatus die Wirtschaft und der Tourismus positiv entwickle.
Die Einwohner der Gemeinde werden Fauskværing oder Fauskeværing genannt. Offizielle Schriftsprache ist wie in vielen Kommunen in Nordland Bokmål, die weiter verbreitete der beiden norwegischen Sprachformen.
| Jahr          | 1986   | 1990   | 1995 | 2000 | 2005 | 2010 | 2015 | 2020 | 2025 |
| ------------- | ------ | ------ | ---- | ---- | ---- | ---- | ---- | ---- | ---- |
| Einwohnerzahl | 10.054 | 10.017 | 9962 | 9632 | 9549 | 9552 | 9622 | 9739 | 9805 |

## Geschichte
Die Kommune Fauske wurde zum 1. Januar 1905 gegründet, als es von der damaligen Kommune Skjerstad abgespalten wurde. Die neu gegründete Gemeinde hatte dabei 4646 Einwohner, Skjerstad verblieb mit 1709 Personen.
Der Opferplatz von Leivset ist ein samischer Opferplatz, der vermutlich aus dem Mittelalter stammt. Er liegt südlich von Fauske auf einer Anhöhe östlich der Straße gegenüber der Abzweigung nach Leivset. In der Kommune liegen mehrere Kirchen, unter anderem die Fauske kirke. Diese wurde im 1867 eröffnet und wurde in Holz erbaut. Im Jahr 1899 folgte die Sulitjelma kirke, die ebenfalls in Holz erbaut wurde.

## Wirtschaft und Infrastruktur

### Verkehr

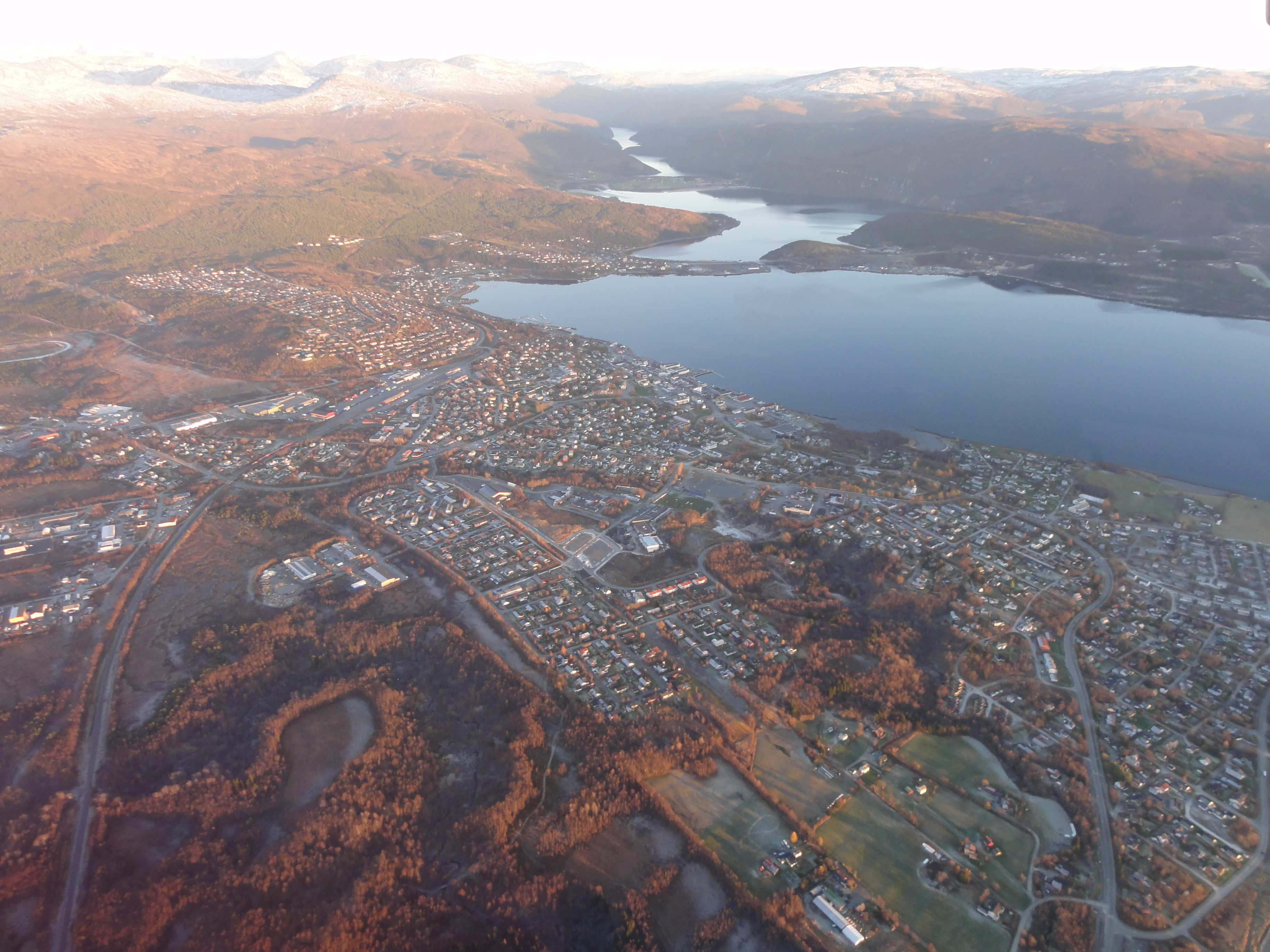
Blick auf Fauske

Von Süden führt die Europastraße 6 (E6) am inneren Ende des Skjerstadfjords in den Norden, an Fauske vorbei und weiter nach Sørfold in den Norden. Bei Fauske mündet der von Bodø aus dem Westen kommende Riksvei 80 in die E6. Richtung Osten führt der Fylkesvei 830, der unter anderem durch den Grønnlifjelltunnel und den Sjønståfjelltunnel verläuft.
Von Süden kommend parallel zur E6 verläuft die Bahnlinie Nordlandsbanen durch die Kommune. Ab der Stadt Fauske führt die Bahnstrecke weiter in den Westen nach Bodø. Etwas nordwestlich von Straumsnes hat sie ihren nördlichsten Punkt. Der Güterverkehr wird deshalb in dieser Gegend für den weiteren Transport in den Norden auf die Straße verlegt. Der Bahnhof Fauske wurde im Jahr 1958 eröffnet und stellte bis 1962 den Endpunkt der Nordlandsbane dar. Heute ist er der Umsteigepunkt für Personen, die mit Bussen weiter in den Norden reisen. Die Eisenbahnstrecke Sulitjelmabanen wurde bis 1972 genutzt und führte in das Bergbaugebiet im Osten.

### Wirtschaft

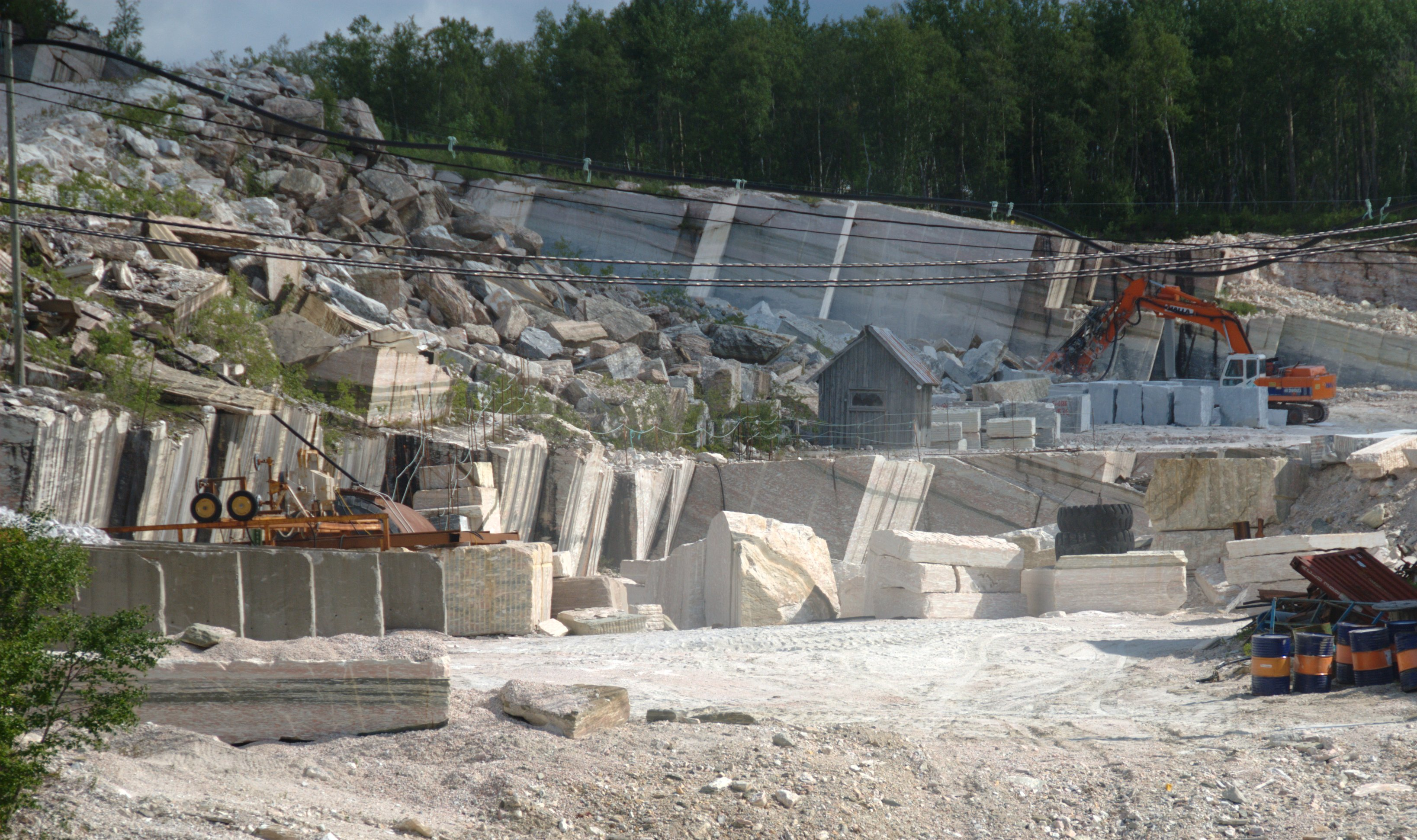
Marmorbruch bei Fauske

Landwirtschaft ist vor allem im Westen der Gemeinde bedeutend und baut zu weiten Teilen auf Tierhaltung und der Milchproduktion auf. Auch der Bergbau hat eine lange Tradition in der Gegend. Um Sulitjelma wurde unter anderem Pyrit und Chalkopyrit abgebaut. Im Osten der Kommune wurde im Zuge des Ausbaus des Bergbaus zum Ende des 19. Jahrhunderts ein Großteil des Waldes abgeholzt. Später wurden erneut Bäume gepflanzt. Bekannt ist Fauske auch für ihre Marmorvorkommen. In der Zeit um 2009 wurde ein abwechselnd rosafarbener/weißer sowie ein hellgrauer Marmor gewonnen. Dieser Werkstein ist weltweit bekannt und nachgefragt. Verbaut ist er unter anderem im UNO-Hauptquartier in New York. Der Anteil an Personen, die im Bergbau arbeiten, ging mit der Zeit jedoch stark zurück.
In der Stadt Fauske ist der Handel und das Tourismusgewerbe eine bedeutende Branche. Des Weiteren gibt es mehrere Wasserkraftwerke, das größte ist das Kraftwerk Lomi, das sich zwischen dem Lomivatn und dem westlich davon gelegenen Langvatn befindet. Zwischen 1981 und 2010 hatte es eine mittlere Jahresproduktion von etwa 363 GWh. Im Jahr 2020 arbeiteten von 4687 Arbeitstätigen 3183 in Fauske selbst, der Rest verteilte sich vor allem auf die Nachbargemeinden Bodø, Sørfold und Saltdal.

## Name und Wappen
Das seit 1988 offizielle Wappen der Kommune zeigt einen roten Kreuzknoten auf silbernem Hintergrund. Der Gemeindename leitet sich vom gleichnamigen Ort ab. Der Name wurde lange vom altnordischen Wort „fauskr“, was für „morsches Holz“ steht, abgeleitet. Neuere Vermutungen führen den Namen auf den Begriff „fausa“ und „føysa“ zurück.

## Persönlichkeiten
- Simon Slåttvik (1917–2001), Skisportler, Olympiasieger im Einzelwettbewerb der Nordischen Kombination
- Harald A. Enge (1920–2008), US-amerikanischer Physiker
- Jørgen Kosmo (1947–2017), Politiker
- Atle Nymo (* 1977), Jazzmusiker
- Alexander Os (* 1980), Biathlet
- Christel Alsos (* 1984), Sängerin